# 葉萍
葉萍，香港1940年代至1960年代粵語片女演員，作品包括《人海萬花筒》、《危樓春曉》、《雷雨》等。1970、1980年代加盟香港無綫電視，曾參演《家變》 。導演吳回之妻。

## 電視劇作品
- 1975年 十大奇案之碎屍案 飾 馬炳達妻
- 1976年 大家姐 飾 九嫂
- 1976年 無花果
- 1977年 家變 飾 馬老太
- 1979年 網中人 飾 鄔母
- 1980年 千王之王 飾 月姐／阿丹
- 1980年 京華春夢 飾 蔣媽
- 1980年 上海灘 飾 連山妻/陳母
- 1980年 衝擊 飾 李太
- 1980年 上海灘續集 飾 姨媽
- 1980年 親情 飾 廖太
- 1982年 男子漢
- 1982年 萬水千山總是情 飾 珍媽
- 1982年 星塵 飾 江嫲
- 1983年 警花出更
- 1983年 奔向太陽

## 電影作品
- 天賜良緣（1947年）
- 藕斷絲連（1947年）
- 月圓人未圓（1947年）
- 胡不歸-下卷（1947年）
- 烽火佳人（1948年）
- 同是天涯淪落人（1948年）
- 百子千孫（1948年）
- 幾家歡樂幾家愁（1949年）
- 斷腸花（1949年）
- 痴心女子負心郎（1949年）
- 夢斷殘宵（1949年）
- 紫霞杯（1949年）
- 千里送鵝毛（1950年）
- 細路祥（1950年）
- 經紀拉與飛天南（1950年）
- 逼上梁山（1950年）
- 梵宮情淚（1950年）
- 萬劫情鴛（1950年）
- 霓裳恨（1951年）
- 紅粉飄零（1951年）
- 怪錯有情郎（1951年）
- 如意吉祥（1952年）
- 姦情（1958年）
- 七小福（1961年）
- 天倫-大結局（1961年）
- 回魂夜（1962年）
- 怪俠燕子飛（1963年）

## 外部連結
- 葉萍在互联网电影资料库（IMDb）上的資料（英文）（英文）
- 葉萍在香港影庫上的簡介
- 葉萍在时光网上的簡介（简体中文）